# Пафос (район)
Пафос (греч. Επαρχία Πάφου, тур. Baf Bölgesi) — один из шести районов Кипра, расположенный в его западной части. Его площадь составляет 1393 км² (более 15 % острова). Население района по переписи 2001 года составляло 66 364 чел., а на 2007 год — 76 100 человек. В 2011 году численность населения района составляет 88 266 чел. Из них 57 474 чел. (65,1 %) — греки-киприоты.
На севере, западе и юге граничит со Средиземным морем, на востоке с районами Никосия и Лимасол. Административным центром района является город Пафос (26 530 чел., 2001 год).

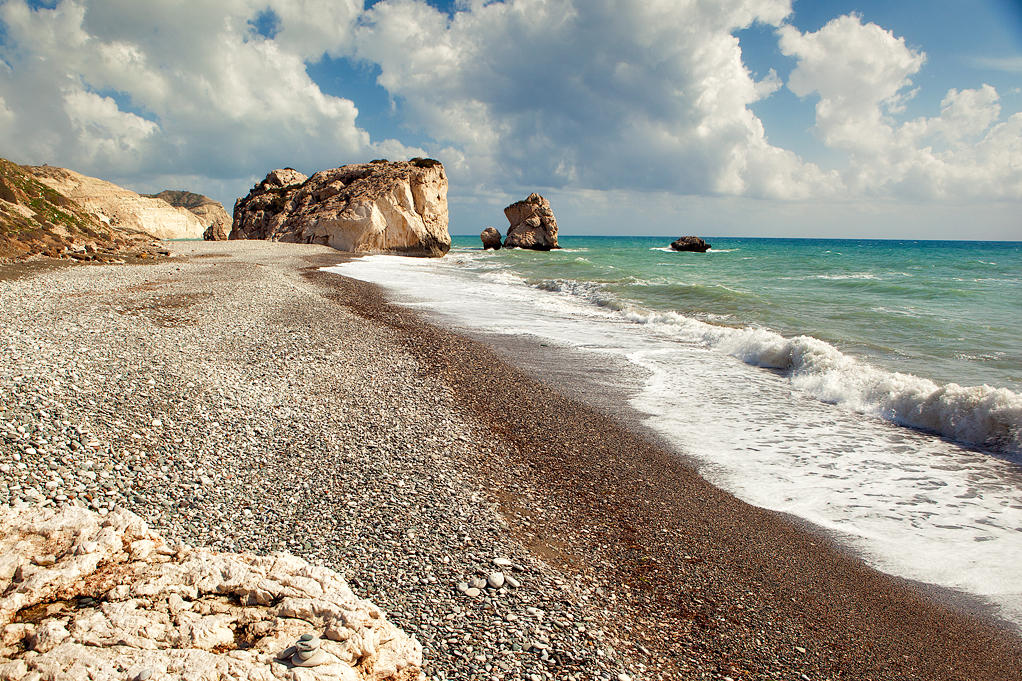
Бухта Афродиты в Петра-ту-Ромиу.

Район состоит из четырёх муниципалитетов:
- Пафос
- Ероскипу
- Пейя
- Полис

Среди достопримечательностей района — античный город в Пафосе, Петра-ту-Ромиу, известная производством рахат-лукума деревня Героскипу, пляжи Акамаса.